# Stronger Than Pride
Stronger Than Pride ist das dritte Studioalbum der  nigerianisch-britischen Sängerin Sade. Es erschien im Mai 1988.

## Titelliste
1. Love Is Stronger Than Pride
2. Paradise
3. Nothing Can Come Between Us
4. Haunt Me
5. Turn My Back on You
6. Keep Looking
7. Clean Heart
8. Give It Up
9. I Never Thought I'd See the Day
10. Siempre Hay Esperanza

## Kommerzieller Erfolg

### Chartplatzierungen

#### Album
Das Album verkaufte sich zwar gut, konnte aber nicht ganz an den Erfolg der beiden vorherigen Alben Diamond Life und Promise anknüpfen. Während diese in vielen Ländern zu Nummer-eins-Alben wurden, erreichte Stronger Than Pride seine besten Platzierungen mit Rang zwei in den schwedischen und Schweizer Charts.
| ChartsChartplatzierungen       | Höchstplatzierung | Wochen |
| ------------------------------ | ----------------- | ------ |
| Deutschland (GfK)              | 4 (36 Wo.)        | 36     |
| Österreich (Ö3)                | 6 (16 Wo.)        | 16     |
| Schweiz (IFPI)                 | 2 (14 Wo.)        | 14     |
| Vereinigte Staaten (Billboard) | 7 (45 Wo.)        | 45     |
| Vereinigtes Königreich (OCC)   | 3 (17 Wo.)        | 17     |

| ChartsJahrescharts (1988) | Platzierung |
| ------------------------- | ----------- |
| Deutschland (GfK)         | 17          |
| Österreich (Ö3)           | 18          |
| Schweiz (IFPI)            | 17          |

#### Singles
| Jahr | Titel                       | Höchstplatzierung, Gesamtwochen, AuszeichnungChartplatzierungen (Jahr, Titel, , Platzierungen, Wochen, Auszeichnungen, Anmerkungen) | Höchstplatzierung, Gesamtwochen, AuszeichnungChartplatzierungen (Jahr, Titel, , Platzierungen, Wochen, Auszeichnungen, Anmerkungen) | Höchstplatzierung, Gesamtwochen, AuszeichnungChartplatzierungen (Jahr, Titel, , Platzierungen, Wochen, Auszeichnungen, Anmerkungen) | Höchstplatzierung, Gesamtwochen, AuszeichnungChartplatzierungen (Jahr, Titel, , Platzierungen, Wochen, Auszeichnungen, Anmerkungen) | Höchstplatzierung, Gesamtwochen, AuszeichnungChartplatzierungen (Jahr, Titel, , Platzierungen, Wochen, Auszeichnungen, Anmerkungen) | Höchstplatzierung, Gesamtwochen, AuszeichnungChartplatzierungen (Jahr, Titel, , Platzierungen, Wochen, Auszeichnungen, Anmerkungen) | Anmerkungen                         |
| Jahr | Titel                       | DE | AT | CH | UK | US | R&B | Anmerkungen                         |
| ---- | --------------------------- | --- | --- | --- | --- | --- | --- | ----------------------------------- |
| 1988 | Love Is Stronger Than Pride | DE51 (13 Wo.)DE | — | — | UK44 (3 Wo.)UK | — | — | Erstveröffentlichung: 21. März 1988 |
| 1988 | Paradise                    | — | — | — | UK29 (7 Wo.)UK | US16 (15 Wo.)US | R&B1 (14 Wo.)R&B | Erstveröffentlichung: 23. Mai 1988  |
| 1988 | Nothing Can Come Between Us | — | — | — | UK92 (1 Wo.)UK | — | R&B3 (13 Wo.)R&B | Erstveröffentlichung: Juli 1988     |
| 1988 | Turn My Back on You         | — | — | — | — | — | R&B12 (14 Wo.)R&B | Erstveröffentlichung: November 1988 |
| 1989 | Haunt Me                    | — | — | — | — | — | — | Erstveröffentlichung: Februar 1989  |

Als Singles wurden Love Is Stronger Than Pride, Paradise, Nothing Can Come Between Us sowie Turn My Back on You ausgekoppelt. Zur erfolgreichsten Single wurde Paradise mit Platz 16 in den US-amerikanischen und Platz 29 in den britischen Charts. 

### Auszeichnungen für Musikverkäufe
| Land/Region                  | Auszeichnungen für Musikverkäufe (Land/Region, Auszeichnung, Verkäufe) | Verkäufe  |
| ---------------------------- | ---------------------------------------------------------------------- | --------- |
| Deutschland (BVMI)           | Gold                                                                   | 250.000   |
| Frankreich (SNEP)            | 2× Platin                                                              | 600.000   |
| Kanada (MC)                  | Platin                                                                 | 100.000   |
| Neuseeland (RMNZ)            | Platin                                                                 | 20.000    |
| Niederlande (NVPI)           | Platin                                                                 | 100.000   |
| Schweiz (IFPI)               | Platin                                                                 | 50.000    |
| Spanien (Promusicae)         | Platin                                                                 | 100.000   |
| Vereinigte Staaten (RIAA)    | 3× Platin                                                              | 3.000.000 |
| Vereinigtes Königreich (BPI) | Platin                                                                 | 300.000   |
| Insgesamt                    | 1× Gold · 13× Platin ·                                                 | 4.520.000 |

Hauptartikel: Sade Adu/Auszeichnungen für Musikverkäufe